# Noord-Thürings voetbalkampioenschap 1913/14
In 1913/14 werd het vijfde voetbalkampioenschap van Noord-Thüringen gespeeld, dat georganiseerd werd door de Midden-Duitse voetbalbond. SV 01 Gotha werd kampioen en plaatste zich voor de Midden-Duitse eindronde. De club versloeg VfB 09 Eisleben met 14:0 en verloor dan met 1:5 van SpVgg 1899 Leipzig. 

## 1. Klasse

### Groep 1
| Plaats | Club                       | Wed. | W | G | V | Saldo | Ptn. |
| ------ | -------------------------- | ---- | - | - | - | ----- | ---- |
| 1.     | Erfurter SC 1895           | 10   | 7 | 2 | 1 | 38:12 | 16:4 |
| 2.     | SV 1901 Gotha              | 10   | 6 | 3 | 1 | 33:21 | 15:5 |
| 3.     | SpVgg 02 Erfurt            | 10   | 5 | 3 | 2 | 23:16 | 13:7 |
| 4.     | FC Borussia 1905 Erfurt    | 10   | 4 | 1 | 5 | 22:20 | 9:11 |
| 5.     | Erfurter FC Britannia 1904 | 10   | 2 | 0 | 8 | 15:26 | 4:16 |
| 6.     | FC Teutonia Mühlhausen     | 10   | 1 | 1 | 8 | 6:32  | 3:17 |

|  | Geplaatst voor finale        |
|  | Promotie-Degradatie play-off |
|  | Terugtrekking                |

### Groep 2
| Plaats | Club                        | Wed.           | W              | G              | V              | Saldo          | Ptn.           |
| ------ | --------------------------- | -------------- | -------------- | -------------- | -------------- | -------------- | -------------- |
| 1.     | FC Germania 1899 Mühlhausen | 8              | 6              | 1              | 1              | 18:6           | 13:3           |
| 2.     | Erfurter SC 1895 II         | 7              | 5              | 0              | 2              | 17:10          | 10:4           |
| 3.     | FV Germania Ilmenau         | 6              | 3              | 1              | 2              | 18:8           | 7:5            |
| 4.     | MTV 1897 Erfurt             | 7              | 1              | 1              | 5              | 9:27           | 3:11           |
| 5.     | FC Saxonia Erfurt           | 8              | 1              | 1              | 6              | 13:24          | 3:13           |
| 6.     | BC 1900 Erfurt              | Teruggetrokken | Teruggetrokken | Teruggetrokken | Teruggetrokken | Teruggetrokken | Teruggetrokken |

- BC 1900 Erfurt trok zich na zeven speeldagen terug, de club had alle wedstrijden verloren. De uitslagen werden geschrapt.

### Finale
|              |                |       |                             |                        |
| 8 maart 1914 | SC Erfurt 1895 | 8 – 2 | FC Germania 1899 Mühlhausen | Borussia-Platz, Erfurt |
| 8 maart 1914 |                |       |                             | Borussia-Platz, Erfurt |

### Degradatie play-off
|              |                        |       |                   |  |
| 8 maart 1914 | FC Teutonia Mühlhausen | 7 – 1 | FC Saxonia Erfurt |  |
| 8 maart 1914 |                        |       |                   |  |